# Старий Сказдуб
Старий Сказдуб (пол. Stary Skazdub) — село в Польщі, у гміні Бакалажево Сувальського повіту Підляського воєводства.
Населення — 217 осіб (2011).
У 1975-1998 роках село належало до Сувальського воєводства.

## Демографія
Демографічна структура станом на 31 березня 2011 року:
|          | Загалом | Допрацездатний вік | Працездатний вік | Постпрацездатний вік |
| -------- | ------- | ------------------ | ---------------- | -------------------- |
| Чоловіки | 102     | 19                 | 63               | 20                   |
| Жінки    | 115     | 23                 | 63               | 29                   |
| Разом    | 217     | 42                 | 126              | 49                   |